# Memmier
Die Memmier (lateinisch Memmii, Plural von lateinisch Memmius) waren ein römisches plebejisches Geschlecht (gens Memmia), das möglicherweise aus dem Gebiet der Volsker stammte und im 2. und 1. Jahrhundert v. Chr. auf dem politischen Schauplatz in Rom wirkten, ohne dass jedoch ein Konsul aus ihm hervorging. In der Kaiserzeit traten vereinzelte Memmii auf.
Vertreter der republikanischen Zeit waren:
1. Memmius, Ädil vor 210 v. Chr.
2. Gaius Memmius, Prätor 172 v. Chr.
3. Gaius Memmius, Volkstribun 111 v. Chr. und Verfasser der lex Memmia
4. Lucius Memmius (Gesandter), Prätor vor 112 v. Chr., Gesandter in Ägypten 112 v. Chr.
5. Lucius Memmius (Redner), Redner gegen Ende des 2. Jahrhunderts v. Chr.
6. Lucius Memmius (Münzmeister), prägte um 109 v. Chr. Münzen
7. Gaius Memmius Lucii filius Galeria tribu, Volkstribun 89 v. Chr.
8. Gaius Memmius, Quästor und Schwager des Pompeius
9. Gaius Memmius, Prätor 58 v. Chr., Sohn von 4.
10. Gaius Memmius, Volkstribun 54 v. Chr., Sohn von 6.
11. Gaius Memmius, Suffektkonsul 34 v. Chr., Sohn von 7.

Vertreter der Kaiserzeit waren:
1. Publius Besius Betuinianus Gaius Marius Memmius Sabinus, römischer Offizier (Kaiserzeit)
2. Publius Memmius Regulus, Suffektkonsul 31 n. Chr.
3. Gaius Memmius Regulus, Suffektkonsul 63 n. Chr., Sohn von 2.
4. Gaius Memmius Fidus Iulius Albius, Feldherr und Suffektkonsul im 2. Jahrhundert n. Chr.
5. Memmius Rufinus, Gegner des Septimius Severus
6. Gaius Memmius Caecilianus Placidus, römischer Senator im 3. Jahrhundert, evtl. Augur und Konsul
7. Memmius Tuscus: irrtümlich für Marcus Nummius Tuscus, Konsul 258 n. Chr.
8. Marcus Antonius Memmius Hiero, römischer Statthalter
9. Memmius Aemilius Trigetius, weströmischer Stadtpräfekt um 452
10. Quintus Aurelius Memmius Symmachus, weströmischer Politiker und Philosoph
11. Senecio Memmius Afer, römischer Suffektkonsul 99
12. Tiberius Memmius Ulpianus, römischer Offizier (Kaiserzeit)
13. Titus Prifernius Paetus Memmius Apollinaris, römischer Offizier (Kaiserzeit)